# Drenchia
Drenchia (friülà Drèncje, eslovè Dreka) és un municipi italià, dins de la província d'Udine. L'any 2007 tenia 162 habitants. És un dels municipis de l'Eslàvia friülana. Limita amb els municipis de Kanal ob Soči, Kobarid (Eslovènia), Grimacco i Tolmin. Segons el cens de 1971, el 57,3% de la població és eslovena

## Fraccions
És format per les fraccions de Clabuzzaro/Brieg, Crai/Kraj, Cras/Kras, Drenchia inferiore/Dolenja Dreka, Drenchia Superiore/Gorenja Dreka, Lase/Laze, Malinsche/Malinske, Obenetto/Dubenije, Obranche/Obranke, Oznebrida/Ocnebardo, Paciuch/Pačuh, Peternel/Peternel, Prapotnizza/Praponca, San Volfango/Svet Štuoblank, Trinco/Trinko, Trusgne/Trušnje, Zavart/Zavart i Zuodar/Cuoder.

## Administració
| Període | Identitat       | Partit        |
| ------- | --------------- | ------------- |
| 2004-   | Tarcisio Donati | Llista cívica |